# ヘンリー・グレイ
ヘンリー・グレイ（Henry Gray, 1827年 - 1861年6月13日）は、イギリスの解剖学者、外科医。グレイ解剖学の執筆で知られる。

## 略歴
1827年にロンドンのベルグレイヴィアにて生まれ、その生涯の大部分をロンドンで過ごした。1845年、グレイはロンドンのセント・ジョージ病院（英語: St George's Hospital）に学生として所属する。彼を知る人々によれば、グレイは誰よりも労を厭わない几帳面な研究者であり、また独力で時間のかかる有用な解剖技術を通じて解剖学を身につけた人物であった。
まだ学生である1848年、"The Origin, Connexions and Distribution of nerves to the human eye and its appendages, illustrated by comparative dissections of the eye in other vertebrate animals" という論文でイングランド王立外科医師会のtriennial prizeを受賞した。
1852年、25歳の時、王立協会のフェローに選出され、翌年には“On the structure and Use of Spleen”という論文により、Astley Cooper賞を受賞した。
1858年、750ページで363の図を掲載した『人体の解剖学』（Anatomy of the Human Body：『グレイ解剖学 (Gray's Anatomy)』として知られる）初版を出版した。彼は製図者で、かつてセント・ジョージ病院にて解剖学のデモンストレーターを務めていた友人のヘンリー・カーター（英語: Henry Vandyke Carter）の助けを得る幸運を持っていた。この本の成功は第一にカーターが作成した優れたイラストによるものである。初版はベンジャミン・ブロディ（英語: Sir Benjamin Collins Brodie, 1st Baronet）準男爵に捧げられ、第二版は1860年に出版された。グレイの解剖学は現在も版を重ね、医学生の特別で権威ある教科書として広く評価されている。
彼はその後引き続き解剖学のデモンストレーター、博物館の学芸員、セント・ジョージ病院講師のポストを歴任し、1861年、assistant surgeonの候補者となった。天然痘にかかっている甥の面倒を見ている際に、自身も天然痘に感染し、1861年6月13日にロンドンにて34歳で死亡、ハイゲート墓地に埋葬された。